# 奈良県道279号平畑運動公園北線
奈良県道279号平畑運動公園北線（ならけんどう279ごう ひらはたうんどうこうえんきたせん）は、奈良県吉野郡大淀町を通る一般県道である。

## 概要
吉野郡大淀町大字矢走から吉野郡大淀町大字岩壺に至る。
奈良県道で最も新しく県道認定された路線。このため、道路地図には県道として記載されていないことが多い。

### 路線データ
- 起点：吉野郡大淀町大字矢走（奈良県道271号平畑運動公園線交点）
- 終点：吉野郡大淀町大字岩壺（奈良県道222号今木出口線交点）

## 地理

### 通過する自治体
- 奈良県
  - 吉野郡大淀町

### 交差する道路
| 交差する道路                | 交差する場所 | 交差する場所 |
| --------------------------- | ------------ | ------------ |
| 奈良県道271号平畑運動公園線 | 大字矢走     | 起点         |
| 奈良県道222号今木出口線     | 大字岩壺     | 終点         |

### 沿線
- 平畑運動公園